# 頭がしびれるテレビ
頭がしびれるテレビ（あたまがしびれるテレビ）は、NHK総合テレビで2012年4月・5月の毎週月曜0:40-1:10 (日曜深夜　ミッドナイトチャンネル枠）に放送された番組。

## 概要
ギリシャ語の数学を意味する「マティマティコン」という名前をつけたとある小さなギャラリーのオーナーに、数学・数字に疑問を持つ相談者が訪れ、毎回ある数学にまつわるエピソードを通して数学の不思議さを追求するというものである。

## 出演
- ギャラリーオーナー（司会）：谷原章介
- アートディーラー（アシスタント）：釈由美子
- ゲスト